# Papinkoski
Papinkoski (en carélien : Papinkoski, en finnois : Papinkoski, en russe : Попо́в Поро́г, Popov Porog) est une municipalité rurale du raïon de Segueja en république de Carélie.

## Géographie
Papinkoski est situé au bord de la rivière Sekehenjoki près des rives du lac Seesjärvi.
La municipalité de Papinkoski a une superficie de 3 035 km2.
Papinkoski est bordée à l'ouest par Mustakoski du raïon de Segueja, au nord par Idel et Segueja, au nord-est par Poventsa du raïon de Karhumäki, au sud par Pinduinen et au sud-ouest par Paatene.
Mustakoski est traversé par les rivières Ontajoki (ven. Onda), Sekehenjoki (Segeža), Karbozerka, Pezega, Voivanets, Kjagma, Propast, Gagoi, Batajev, Lisja, Vožema, Juga, Kjamenka, Sjurežnoi, Medveži, Uroksa, Zapadnyi et Nei. 
Les lacs de la commune sont Uikujärvi, Segozerskoje, Lintujärvi (Lindozero), Urosjärvi (Urosozero), Kjamenitskoje, Telekino, Noruslambi, Rigozero, Babje, Panozero, Velikoje, Kiirasjärvi (Kirasozero), Karbozero, Sjurežskoje, Voldjärvi (Voldozero), Kärkijärvi (Kjargozero), Hargo, Kjagmozero, Tšuralambi, Sjavnozero, Varbozero et Palvozero.

## Démographie
Recensements (*) ou estimations de la population
| 2009 | 2013 | 2017 | 2019 |
| ---- | ---- | ---- | ---- |
| 470  | 447  | 369  | 323  |

| 2021 | - | - | - |
| ---- | - | - | - |
| 291  | - | - | - |